# 明光路街道
明光路街道，是中华人民共和国安徽省合肥市瑶海区下辖的一个乡镇级行政单位。

## 行政区划
明光路街道下辖以下地区：
填海巷社区、金大塘社区和全椒路社区。